# Bringfriede
Bringfriede ist ein deutschsprachiger weiblicher Vorname.

## Herkunft und Bedeutung
Bringfriede (wörtlich: Bring Frieden!) ist die weibliche Form des männlichen Vornamens Bringfried.  Beide Namen sind Neubildungen aus der Zeit des Ersten Weltkriegs. Der Name sollte den im Verlauf des Kriegs gewachsenen Wunsch nach Frieden ausdrücken.

## Bekannte Namensträgerinnen
- Bringfriede Kahrs (* 1943), deutsche Politikerin (SPD)
- Bringfriede Scheu (* 1957), österreichische Sozialwissenschaftlerin und Hochschullehrerin